# Wolfgang Specht
Wolfgang Specht (* 26. November 1926 in Öhringen; † 10. Juni 2020 in Homburg) war ein deutscher Arzt und Professor für Anatomie an der Medizinischen Fakultät der Universität des Saarlandes in Homburg. Er wurde von der Staatlichen Medizinischen Akademie im russischen Twer zum Ehrenprofessor ernannt.

## Leben
Wolfgang Specht studierte nach dem Zweiten Weltkrieg Humanmedizin an der Julius-Maximilians-Universität Würzburg und schloss dort auch seine Promotion ab. 1963 wurde er Assistent am Anatomischen Institut der Christian-Albrechts-Universität zu Kiel. 1967 ging Wolfgang Specht nach Homburg an das Anatomische Institut, wo er sich 1969 für das Fach Anatomie habilitierte. 1970 wurde er Leiter der Abteilung für experimentelle Morphologie und 1975 ordentlicher Professor. Trotz eines Rufes auf eine Professur an der Johann Wolfgang Goethe-Universität Frankfurt am Main blieb Specht bis zu seiner Emeritierung 1995 in Homburg. Er engagierte sich stark in der Lehre und war auch lange Jahre Kapazitätsbeauftragter der Medizinischen Fakultät. Besondere Verdienste erwarb er sich durch die von ihm maßgeblich betriebene Kooperation der Medizinischen Fakultät in Homburg mit der Staatlichen Medizinischen Akademie in Twer (Russland). Specht war auch an der Begutachtung einer kleinen Totenkopfplastik aus Alabaster beteiligt, die von Leonardo da Vinci stammen soll.

## Publikationen (Auswahl)
- Über die Bildung des sog. achromatischen Teilungsapparates der Zelle: Untersuchungen an d. ersten Reifungsspindel im Ei v. Tubifex. Dissertation, Universität Würzburg, 1959
- Bildung, Bau und Funktion des sog. achromatischen Teilungsapparates der Zelle, erläutert am Beispiel der Reifungsspindel im Ei von Tubifex. In: Z. Anat. Entwickl. Gesch. 122, (1961), S. 266–288. doi:10.1007/BF00529317
- In: Examens-Fragen Anatomie. H. Frick, M. Kantner, H. Leonhardt, T. H. Schiebler (Hrsg.). Springer-Verlag, Berlin/Heidelberg/New York 1973 (2. Auflage), ISBN 978-3-642-96144-1.
- mit R. Stober: Wasserlösliche Schwefelfarbstoffe – Ein Farbstoffsortiment für die Licht- und Elektronenmikroskopie. In: Verhandl. Anat. Gesellschaft. Band 67, 1973, S. 637–644